# Mabellarca
Mabellarca is een monotypisch geslacht van tweekleppigen uit de  familie van de Arcidae (arkschelpen).

## Soort
- Mabellarca dautzenbergi (Lamy, 1907)